# 宁修仁菌属
宁修仁菌属（学名：Ningiella）是交替单胞菌科的一属。

## 下属物种
本属包括以下物种：
- 鲁韦斯宁修仁菌 Ningiella ruwaisensis Fotedar et al., 2020 [1]